# Chad Vader
Chad Vader är en serie skapad av Blame Society Productions. Till och med 4 december 2006 hade det kommit fyra delar av Chad Vaders äventyr på nätet.

## Handling
Chad Vader är bror till Darth Vader och arbetar som chef för dagskiftet i affären Empire Market. Chad är ständigt i konflikt med Clint som är chef för nattskiftet. Serien innehåller en mängd referenser till Stjärnornas krig.